# MacArthur Fellows Program
Il MacArthur Fellows Program, anche conosciuto come MacArthur Fellowship, o Genius Grant è un premio istituito dalla Fondazione MacArthur.

## Il premio
Il premio viene consegnato annualmente ad un gruppo tra i 20 e i 30 individui - cittadini statunitensi oppure residenti degli Stati Uniti - che, lavorando in qualsiasi settore, hanno dimostrato:
(dal sito ufficiale del MacArthur Fellows Program)
Il premio non è una ricompensa per quanto fatto in passato ma un investimento sulla originalità e sul potenziale della persona. Attualmente il premio consta di 625 000 dollari, pagati in cinque anni. Il premio è stato aumentato nel 2013, dalla precedente cifra di 500 000 dollari. Dal 1981, 942 persone sono state insignite del prestigioso premio, che spaziano dai 18 agli 82 anni. Il premio è stato descritto come "one of the most significant awards that is truly 'no strings attached.'"
Il premio non prevede iscrizioni. Nomine confidenziali e anonime vengono richieste dalla fondazione e valutate da una commissione di circa dodici persone, anche questa anonima e confidenziale. La commissione valuta tutte le nomine e suggerisce i più meritevoli al presidente e alla direzione. La maggior parte dei vincitori riceve una telefonata di congratulazioni per informarli dell'avvenuta vittoria. Jim Collins, uno dei vincitori, ha descritto l'esperienza in un editoriale per il giornale The New York Times.
Cecilia Conrad è attualmente la direttrice del MacArthur Fellows Program. In un articolo del 2013 al Washington Post ha sfatato alcuni miti riguardanti il premio.

## Vincitori
Dal 1981, sono state premiate più di 1153 persone, di età compresa tra i 18 e gli 82 anni.
Il premio viene assegnato a persone con un bagaglio educativo variabile, ma tra le 1131 borse di studio assegnate fino alla classe del 2023, le istituzioni con il maggior numero di ex studenti, sono: l'Università Harvard (188), l'Università Yale (95), l'Università di Berkeley (78), l'Università di Princeton (71), la Columbia University (65).

### 1981[8]
- AR Ammons, poeta
- Joseph Brodsky, poeta
- John Cairns, biologo molecolare
- Gregory Chudnovsky, matematico
- Joel E. Cohen, biologo della popolazione
- Robert Coles, psichiatra infantile
- Richard Critchfield, saggista
- Shelly Errington, antropologa culturale
- Howard Gardner, psicologo
- Henry Louis Gates Jr., critico letterario
- John Gaventa, sociologo
- Michael Ghiselin, biologo evoluzionista
- Stephen Jay Gould, paleontologo
- Ian Graham, archeologo
- David Hawkins, filosofo
- John P. Holden, analista del controllo degli armamenti e dell'energia
- Ada Louise Huxtable, critica e storica dell'architettura
- John Imbrie, climatologo
- Robert Kates, geografo
- Raphael Carl Lee, chirurgo
- Elma Lewis, educatrice artistica
- Cormac McCarthy, scrittore
- Barbara McClintock, genetista
- James Alan McPherson, scrittore di racconti e saggista
- Roy P. Mottahedeh, storico
- Richard C. Mulligan, biologo molecolare
- Douglas Osheroff, fisico
- Elaine H. Pagels, storica della religione
- David Pingree, storico della scienza
- Paul G. Richards, sismologo
- Robert Root-Bernstein, biologo e storico della scienza
- Richard Rorty, filosofo
- Lawrence Rosen, avvocato e antropologo
- Carl Emil Schorske, storico intellettuale
- Leslie Marmon Silko, scrittrice
- Joseph Hooton Taylor, astrofisico
- Derek Walcott, poeta e drammaturgo
- Robert Penn Warren, poeta, romanziere e critico letterario
- Stephen Wolfram, informatico e fisico
- Michael Woodford, economista
- George Zweig, fisico e neurobiologo

### 1982[9]
- Fouad Ajami, politologo
- Charles A. Bigelow, progettista di caratteri
- Peter Robert Lamont Brown, storico
- Robert Darnton, storico europeo
- Persi Diaconis, statistico
- William Gaddis, romanziere
- Ved Mehta, scrittore
- Bob Moses, educatore e filosofo
- Richard Muller, geologo e astrofisico
- Conlon Nancarrow, compositore
- Alfonso Ortiz, antropologo culturale
- Francesca Rochberg, assiriologa e storica della scienza
- Charles Sabel, politologo e giurista
- Ralph Shapey, compositore e direttore d'orchestra
- Michael Silverstein, linguista
- Randolph Whitfield Jr., oculista
- Frank Wilczek, fisico
- Frederick Wiseman, regista di documentari
- Edward Witten, fisico, creatore della Teoria M

### 1983[10]
- R. Stephen Berry, chimico fisico
- Seweryn Bialer, politologa
- William C. Clark, ecologista e analista di politiche ambientali
- Philip D. Curtin, storico dell'Africa
- William H. Durham, antropologo biologico
- Bradley Efron, statistico
- David L. Felten, neuroscienziato
- Randall W. Forsberg, politologo e stratega del controllo degli armamenti
- Alexander L. George, politologo
- Shlomo Dov Goitein, storico medievale
- Mott T. Greene, storico della scienza
- James E. Gunn, astronomo
- Ramon A. Gutierrez, storico
- John Hopfield, fisico e biologo
- Béla Julesz, psicologo
- William Kennedy (scrittore), romanziere
- Leszek Kołakowski, storico della filosofia e della religione
- Sylvia A. Law, avvocato per i diritti umani
- Brad Leithauser, poeta e scrittore
- Lawrence W. Levine, storico
- Ralph Manheim, traduttore
- Robert K. Merton, storico e sociologo della scienza
- Walter F. Morris Jr., conservatore culturale
- Charles S. Peskin, matematico e fisiologo
- AK Ramanujan, poeta, traduttore e studioso letterario
- Alice M. Rivlin, economista e analista politico
- Julia Robinson, matematica e medico
- John Sayles, regista e scrittore
- Richard Schoen, matematico
- Peter Sellars, regista teatrale e operistico
- Karen Uhlenbeck, matematica
- Adrian Wilson, grafico, tipografo e storico del libro
- Irene J. Winter, storica dell'arte e archeologa
- Mark S. Wrighton, chimico

### 1984[11]
- George W. Archibald, ornitologo
- Shelly Bernstein, ematologa pediatrica
- Peter J. Bickel, statistico
- Ernesto J. Cortes Jr., organizzatore della comunità
- William Drayton, innovatore del servizio pubblico
- Sidney David Drell, fisico e analista della politica degli armamenti
- Mitchell Feigenbaum, fisico matematico
- Michael Freedman, matematico
- Curtis G. Hames, medico di famiglia
- Robert Hass, poeta, critico e traduttore
- Shirley Heath, antropologa linguistica
- J. Bryan Hehir, studioso di religione e politica estera
- Bette Howland, scrittrice e critica letteraria
- Bill Irwin, clown, scrittore e artista performativo
- Robert Irwin, artista della luce e dello spazio
- Ruth Prawer Jhabvala, scrittrice e sceneggiatrice
- Fritz John, matematico
- Galway Kinnell, poeta
- Henry Kraus, storico del lavoro e dell'arte
- Paul Oskar Kristeller, storico intellettuale e filosofo
- Sara Lawrence-Lightfoot, educatrice
- Heather Lechtman, scienziata dei materiali e archeologa
- Michael Lerner, leader della sanità pubblica
- Andrew W. Lewis, storico medievale
- Arnold J. Mandell, neuroscienziato e psichiatra
- Peter Mathews, archeologo ed epigrafista
- Matthew Meselson, genetista e analista del controllo degli armamenti
- David R. Nelson, fisico
- Beaumont Newhall, storico della fotografia
- Roger S. Payne, biologo e ambientalista
- Michael Piore, economista
- Edward V. Roberts, leader per i diritti dei disabili
- Judith N. Shklar, filosofa politica
- Charles Simić, poeta, traduttore e saggista
- Elliot Sperling, studioso di studi tibetani
- David Stuart, linguista ed epigrafista
- Frank Sulloway, psicologo
- John E. Toews, storico intellettuale
- Alar Toomre, astronomo e matematico
- James Turrell, artista
- Amos Tversky, scienziato cognitivo
- Bret Wallach, geografo
- Jay Weiss, psicologo
- Arthur Winfree, fisiologo e matematico
- J. Kirk Varnedoe, storico dell'arte
- Carl Woese, biologo molecolare
- Billie Young, leader dello sviluppo della comunità

### 1985[12]
- Joan Abrahamson, leader dello sviluppo della comunità
- John Ashbery, poeta
- John F. Benton, storico medievale
- Harold Bloom, critico letterario
- Valery Chalidze, fisico e attivista per i diritti umani
- William Cronon, storico ambientale
- Merce Cunningham, coreografo
- Jared Diamond, storico ambientale e geografo
- Marian Wright Edelman, attivista
- Morton Halperin, politologo
- Robert M. Hayes, avvocato e leader dei diritti umani
- Edwin Hutchins, scienziato cognitivo
- Sam Maloof, falegname professionista e produttore di mobili
- Andrew McGuire, specialista nella prevenzione dei traumi
- Patrick Noonan, ambientalista
- George Oster, biologo matematico
- Thomas G. Palaima, classicista
- Peter Raven, botanico
- Jane S. Richardson, biochimica
- Gregory Schopen, storico della religione
- Franklin Stahl, genetista
- J. Richard Steffy, archeologo nautico
- Ellen Stewart, regista teatrale
- Paul Taylor, coreografo
- Yau Shing-Tung, matematico

### 1986[13]
- Paul Adams, neurobiologo
- Milton Babbitt, compositore e teorico musicale
- Christopher Beckwith, filologo
- Richard Benson, fotografo
- Lester R. Brown, economista agricolo
- Caroline Bynum, storica medievale
- William A. Christian, storico della religione
- Nancy Farriss, storica
- Benedict Gross, matematico
- Daryl Hine, poeta e traduttore
- John Robert Horner, paleobiologo
- Thomas C. Joe, analista di politica sociale
- David Keightley, storico e sinologo
- Albert J. Libchaber, fisico
- David C. Page, genetista molecolare
- George Perle, compositore e teorico musicale
- James Randi, illusionista e divulgatore
- David Rudovsky, avvocato per i diritti civili
- Robert Shapley, neurofisiologo
- Leo Steinberg, storico dell'arte
- Richard P. Turco, scienziato atmosferico
- Thomas Whiteside, giornalista
- Allan C. Wilson, biochimico
- Jay Wright, poeta e drammaturgo
- Charles Wuorinen, compositore

### 1987[14]
- Walter Abish, scrittore
- Robert Axelrod, scienziato politico
- Robert F. Coleman, matematico
- Douglas Crase, poeta
- Daniel Friedan, fisico
- David Gross, fisico
- Ira Herskowitz, genetista molecolare
- Irving Howe, critico letterario e sociale
- Wesley Charles Jacobs Jr., pianificatore rurale
- Peter Jeffery, musicologo
- Horace Freeland Judson, storico della scienza
- Stuart Alan Kauffman, biologo evoluzionista
- Richard Kenney, poeta
- Eric Lander, genetista e matematico
- Michael Malin, geologo e scienziato planetario
- Deborah W. Meier, leader della riforma dell'istruzione
- Arnaldo Dante Momigliano, historian
- David Mumford, matematico
- Tina Rosenberg, giornalista
- David Rumelhart, scienziato cognitivo e psicologo
- Robert Morris Sapolsky, neuroendocrinologo e primatologo
- Meyer Schapiro, storico dell'arte
- John Schwarz, fisico
- Jon Seger, ecologo evoluzionista
- Stephen Shenker, fisico
- David Dean Shulman, storico della religione
- Muriel S. Snowden, organizzatrice della comunità
- Mark Strand, poeta e scrittore
- May Swenson, poeta
- Huynh Sanh Thong, traduttore e curatore
- William Julius Wilson, sociologo
- Richard Wrangham, etologo dei primati

### 1988[15]
- Charles Archambeau, geofisico
- Michael Baxandall, storico dell'arte
- Ruth Behar, antropologa culturale
- Ran Blake, compositore e pianista
- Charles Burnett, regista
- Philip James DeVries, biologo degli insetti
- Andre Dubus, scrittore
- Helen T. Edwards, fisica
- Jon H. Else, regista di documentari
- John G. Fleagle, primatologo e paleontologo
- Cornell H. Fleischer, storico del Medio Oriente
- Getatchew Haile, filologo e linguista
- Raymond Jeanloz, geofisico
- Marvin Philip Kahl, zoologo
- Naomi Pierce, biologa
- Thomas Pynchon, romanziere
- Stephen J. Pyne, storico ambientale
- Max Roach, batterista e compositore jazz
- Hipolito (Paul) Roldan, sviluppatore della comunità
- Anna Curtenius Roosevelt, archeologa
- David Alan Rosenberg, storico militare
- Susan Irene Rotroff, archeologa
- Bruce Schwartz, scultore figurativo e burattinaio
- Robert Shaw, fisico
- Jonathan Spence, storico
- Noel M. Swerdlow, storico della scienza
- Gary A. Tomlinson, musicologo
- Alan Walker, paleontologo
- Eddie Williams, analista politico e leader dei diritti civili
- Rita P. Wright, archeologa
- Garth Youngberg, agronomo

### 1989[16]
- Anthony Amsterdam, avvocato e giurista
- Byllye Avery, leader dell'assistenza sanitaria femminile
- Alvin Bronstein, avvocato per i diritti umani
- Leo Buss, biologo evoluzionista
- Jay Cantor, scrittore
- George Davis, analista di politica ambientale
- Allen Grossman, poeta
- John Harbison, compositore e direttore d'orchestra
- Keith Hefner, giornalista ed educatore
- Ralf Hotchkiss, ingegnere di riabilitazione
- John Rice Irwin, curatore e conservatore culturale
- Daniel Janzen, ecologo
- Bernice Johnson Reagon, storica della musica, compositrice e cantante
- Aaron Lansky, conservatore culturale
- Jennifer Moody, archeologa e antropologa
- Errol Morris, regista
- Vivian Paley, educatrice e scrittrice
- Richard Powers, romanziere
- Ferenc Miszlivetz, sociologo e storico
- Martin Puryear, scultore
- Theodore Rosengarten, storico
- Margaret W. Rossiter, storica della scienza
- George Russell, compositore e teorico musicale
- Pam Solo, analista del controllo degli armamenti
- Ellendea Proffer Teasley, traduttrice ed editrice
- Claire Van Vliet, artista del libro
- Baldemar Velasquez, leader del movimento sindacale agricolo
- Bill Viola, artista
- Eliot Wigginton, educatore
- Patricia Wright, primatologa

### 1990[17]
- John Christian Bailar, biostatistico
- Martha Clarke, regista teatrale
- Jacques d'Amboise, educatore di danza
- Guy Davenport, scrittore, critico e traduttore
- Lisa Delpit, leader della riforma dell'istruzione
- John Eaton, compositore
- Paul R. Ehrlich, biologo della popolazione
- Charlotte Erickson, storica
- Lee Friedlander, fotografo
- Margaret Geller, astrofisica
- Jorie Graham, poetessa
- Patricia Hampl, scrittrice
- John Hollander, poeta e critico letterario
- Thomas Cleveland Holt, storico sociale e culturale
- David Kazhdan, matematico
- Calvin King, specialista nello sviluppo di terreni e aziende agricole
- MAR Koehl, biologo marino
- Nancy Kopell, matematica
- Michael Moschen, artista performativo
- Gary Nabhan, etnobotanico
- Sherry Ortner, antropologa
- Otis Pitts, leader dello sviluppo della comunità
- Yvonne Rainer, regista e coreografa
- Michael Schudson, sociologo
- Rebecca J. Scott, storica
- Marc Shell, studioso
- Susan Sontag, scrittrice e critica culturale
- Richard Stallman, fondatore della Free Software Foundation, inventore del copyleft
- Guy Tudor, ambientalista
- Maria Varela, leader dello sviluppo della comunità
- Gregory Vlastos, classicista e filosofo
- Kent Whealy, conservazionista
- Eric Wolf, antropologo
- Sidney Wolfe, medico
- Robert Woodson, leader dello sviluppo della comunità
- José Zalaquett, avvocato per i diritti umani

### 1991[18]
- Jacqueline Barton, chimica biofisica
- Paul Berman, giornalista
- James Blinn, animatore al computer
- Taylor Branch, storico sociale
- Trisha Brown, coreografa
- Mari Jo Buhle, storica americana
- Patricia Churchland, filosofa
- David Donoho, statistico
- Steven Feld, antropologo
- Alice Fulton, poetessa
- Guillermo Gómez-Peña, scrittore e artista
- Jerzy Grotowski, regista teatrale
- David Hammons, artista
- Sophia Bracy Harris, responsabile dell'assistenza all'infanzia
- Lewis Hyde, scrittore
- Ali Akbar Khan, musicista
- Sergiu Klainerman, matematico
- Martin Kreitman, genetista
- Harlan Lane, psicologo e linguista
- William Linder, leader dello sviluppo della comunità
- Patricia Locke, leader per i diritti tribali
- Mark Morris, coreografo e ballerino
- Marcel Ophüls, regista di documentari
- Arnold Rampersad, biografo e critico letterario
- Gunther Schuller, compositore, direttore d'orchestra, storico del jazz
- Joel Schwartz, epidemiologo
- Cecil Taylor, pianista jazz e compositore
- Julie Taymor, regista teatrale
- David Werner, leader dell'assistenza sanitaria
- James Westphal, ingegnere e scienziato
- Eleanor Wilner, poetessa

### 1992[19]
- Janet Benshoof, avvocato per i diritti umani
- Robert Blackburn, incisore
- Unita Blackwell, leader dei diritti civili
- Lorna Bourg, leader dello sviluppo rurale
- Stanley Cavell, filosofo
- Amy Clampitt, poetessa
- Ingrid Daubechies, matematica
- Wendy Ewald, fotografa
- Irving Feldman, poeta
- Barbara Fields, storica
- Robert Hall, giornalista
- Ann Ellis Hanson, storica
- John Henry Holland, informatico
- Wes Jackson, agronomo
- Evelyn Keller, storica e filosofa della scienza
- Steve Lacy, sassofonista e compositore
- Suzanne Lebsock, storica sociale
- Sharon Long, biologa vegetale
- Norman Manea, scrittore
- Paule Marshall, scrittore
- Michael Massing, giornalista
- Robert McCabe, educatore
- Susan Meiselas, fotoreporter
- Amalia Mesa-Bains, artista e critica culturale
- Stephen Schneider, climatologo
- Joanna Scott, scrittrice
- John T. Scott, artista
- John Terborgh, biologo della conservazione
- Twyla Tharp, ballerina e coreografa
- Philip Treisman, educatore di matematica
- Laurel Thatcher Ulrich, storica
- Geerat J. Vermeij, biologo evoluzionista
- Günter Wagner, biologo dello sviluppo

### 1993[20]
- Nancy Cartwright, filosofa
- Demetrios Christodoulou, matematico e fisico
- Maria Crawford, geologa
- Stanley Crouch, critico e scrittore jazz
- Nora England, linguista antropologica
- Paul Farmer, antropologo e medico
- Victoria Foe, biologa dello sviluppo
- Ernest Gaines, scrittore
- Pedro Greer, medico
- Thom Gunn, poeta e critico letterario
- Ann Hamilton, artista
- Sokoni Karanja, specialista nello sviluppo infantile e familiare
- Ann Lauterbach, poetessa e critica letteraria
- Stephen Lee, chimico
- Carol Levine, specialista in politiche sull'AIDS
- Amory Lovins, fisico e analista energetico
- Jane Lubchenco, biologa marina
- Ruth Lubic, infermiera e ostetrica
- Jim Powell, poeta, traduttore e critico letterario
- Margie Profet, biologa evoluzionista
- Thomas Scanlon, filosofo
- Aaron Shirley, leader dell'assistenza sanitaria
- William Siemering, giornalista e produttore radiofonico
- Ellen Silbergeld, tossicologa
- Leonard van der Kuijp, filologo e storico
- Frank von Hippel, analista del controllo degli armamenti e dell'energia
- John Edgar Wideman, scrittore
- Heather Williams, biologa e ornitologa
- Marion Williams, interprete di musica gospel
- Robert H. Williams, fisico e analista energetico
- Henry T. Wright, archeologo e antropologo

### 1994[21]
- Robert Adams, fotografo
- Jeraldyne Blunden, coreografa
- Anthony Braxton, compositore e musicista
- Rogers Brubaker, sociologo
- Ornette Coleman, sassofonista e compositore
- Izrail' Moiseevič Gel'fand (Israel Gelfand), matematico
- Faye Ginsburg, antropologa
- Heidi Hartmann, economista
- Bill T. Jones, ballerino e coreografo
- Peter E. Kenmore, entomologo agricolo
- Joseph E. Marshall, educatore
- Carolyn McKecuen, leader dello sviluppo economico
- Donella Meadows, scrittrice
- Arthur Mitchell, ballerino e coreografo
- Hugo Morales, produttore radiofonico
- Janine Pease, educatrice
- Willie Reale, educatore di arti teatrali
- Adrienne Rich, poetessa e scrittrice
- Sam-Ang Sam, musicista e conservatore culturale
- Jack Wisdom, fisico

### 1995[22]
- Allison Anders, regista
- Jed Z. Buchwald, storico
- Octavia E. Butler, scrittrice di romanzi di fantascienza
- Sandra Cisneros, scrittrice e poetessa
- Sandy Close, giornalista
- Frederick C. Cuny, specialista in soccorsi in caso di calamità
- Sharon Emerson, biologa
- Richard Foreman, regista teatrale
- Alma Guillermoprieto, giornalista
- Virginia Hamilton, scrittrice
- Donald Hopkins, medico
- Susan W. Kieffer, geologa
- Elizabeth LeCompte, regista teatrale
- Patricia Nelson Limerick, storica
- Michael Marletta, chemist
- Pamela Matson, ecologista
- Susan McClary, musicologa
- Meredith Monk, cantante, compositrice, regista
- Rosalind P. Petchesky, politologa
- Joel Rogers, politologo
- Cindy Sherman, fotografa
- Bryan Stevenson, avvocato per i diritti umani
- Nicholas Strausfeld, neurobiologo
- Richard White, storico

### 1996[23]
- James Roger Prior Angel, astronomo
- Joaquin Avila, sostenitore del diritto di voto
- Allan Bérubé, storico
- Barbara Block, biologa marina
- Joan Breton Connelly, archeologa classica
- Thomas Daniel, biologo
- Martin Daniel Eakes, stratega dello sviluppo economico
- Rebecca Goldstein, scrittrice
- Robert Greenstein, analista di politiche pubbliche
- Richard Howard, poeta, traduttore e critico letterario
- John Jesurun, drammaturgo
- Richard Lenski, biologo
- Louis Massiah, documentary filmmaker
- Vonnie McLoyd, psicologa dello sviluppo
- Thylias Moss, poetessa e scrittrice
- Eiko Otake e Koma Otake, ballerini, coreografi
- Nathan Seiberg, fisico
- Anna Deavere Smith, drammaturga, giornalista, attrice
- Dorothy Stoneman, educatrice
- Bill Strickland, educatore d'arte

### 1997[24]
- Luis Alfaro, scrittore e artista performativo
- Lee Breuer, drammaturgo
- Vija Celmins, artista
- Eric Charnov, biologo evoluzionista
- Elouise P. Cobell, banchiere
- Peter Galison, storico
- Mark Harrington, ricercatore sull'AIDS
- Eva Harris, biologa molecolare
- Michael Kremer, economista
- Russell Lande, biologo
- Kerry James Marshall, artista
- Nancy A. Moran, biologa evoluzionista ed ecologista
- Han Ong, drammaturgo
- Kathleen Ross, educatrice
- Pamela Samuelson, studiosa e attivista del copyright
- Susan Stewart, studiosa di letteratura e poetessa
- Elizabeth Streb, ballerina e coreografa
- Trimpin, scultore del suono
- Loïc Wacquant, sociologo
- Kara Walker, artista
- David Foster Wallace, autore e giornalista
- Andrew Wiles, matematico
- Brackette Williams, antropologo

### 1998[25]
- Janine Antoni, artista
- Ida Applebroog, artista
- Ellen Barry, avvocato e attivista per i diritti umani
- Tim Berners-Lee, inventore del World Wide Web
- Linda Bierds, poetessa
- Bernadette Brooten, storica
- John Carlstrom, astrofisico
- Mike Davis, storico
- Nancy Folbre, economista
- Avner Greif, economista
- Kun-Liang Guan, biochimico
- Gary Hill, artista
- Edward Hirsch, poeta, saggista
- Ayesha Jalal, storica
- Charles R. Johnson, scrittore
- Leah Krubitzer, neuroscienziata
- Stewart Kwoh, attivista per i diritti umani
- Charles Lewis, giornalista
- William W. McDonald, allevatore e ambientalista
- Peter N. Miller, storico
- Don Mitchell, geografo culturale
- Rebecca Nelson, fitopatologa
- Elinor Ochs, antropologa linguistica
- Ishmael Reed, poeta, saggista, romanziere
- Benjamin D. Santer, scienziato atmosferico
- Karl Sims, informatico e artista
- Dorothy Thomas, attivista per i diritti umani
- Leonard Zeskind, attivista per i diritti umani
- Mary Zimmerman, drammaturga

### 1999[26]
- Jillian Banfield, geologa
- Carolyn R. Bertozzi, chimica
- Xu Bing, artista e incisore
- Bruce G. Blair, analista politico
- John Bonifaz, avvocato elettorale e leader per i diritti di voto
- Shawn Carlson, educatore scientifico
- Mark Danner, giornalista
- Alison Des Forges, attivista per i diritti umani
- Elizabeth Diller, architetta
- Saul Friedländer, storico
- Jennifer Gordon, avvocato
- David Hillis, biologo
- Sara Horowitz, avvocato
- Jacqueline Jones, storica
- Laura L. Kiessling, biochimica
- Leslie Kurke, classicista
- David Levering Lewis, biografo e storico
- Juan Maldacena, fisico
- Gay J. McDougall, avvocato per i diritti umani
- Campbell McGrath, poeta
- Denny Moore, linguista antropologico
- Elizabeth Murray, artista
- Pepon Osorio, artista
- Ricardo Scofidio, architetto
- Peter Shor, informatico
- Eva Silverstein, fisica
- Wilma Subra, scienziata
- Ken Vandermark, sassofonista, compositore
- Naomi Wallace, drammaturga
- Jeffrey Weeks, matematico
- Fred Wilson, artista
- Ofelia Zepeda, linguista

### 2000[27]
- Susan E. Alcock, archeologa
- K. Christopher Beard, paleontologo
- Lucy Blake, ambientalista
- Anne Carson, poetessa
- Peter J. Hayes, attivista per la politica energetica
- David Isay, produttore radiofonico
- Alfredo Jaar, fotografo
- Ben Katchor, scrittore di graphic novel
- Hideo Mabuchi, fisico
- Susan Marshall, coreografa
- Samuel Mockbee, architetto
- Cecilia Muñoz, analista e politica
- Margaret Murnane, fisica ottica
- Laura Otis, studiosa di letteratura e storica della scienza
- Lucia M. Perillo, poetessa
- Matthew Rabin, economista
- Carl Safina, ambientalista marino
- Daniel P. Schrag, geochimico
- Susan E. Sygall, leader dei diritti civili
- Gina G. Turrigiano, neuroscienziata
- Gary Urton, antropologo
- Patricia J. Williams, studiosa di diritto
- Deborah Willis, storica della fotografia e fotografa
- Erik Winfree, informatico e scienziato dei materiali
- Horng-Tzer Yau, matematico

### 2001[28]
- Andrea Barrett, scrittrice
- Christopher Chyba, astrobiologo
- Michael Dickinson, biologo delle mosche, bioingegnere
- Rosanne Haggerty, responsabile dello sviluppo abitativo e comunitario
- Lene Hau, fisica
- Dave Hickey, critico d'arte
- Stephen Hough, pianista e compositore
- Kay Redfield Jamison, psicologa
- Sandra Lanham, pilota e ambientalista
- Iñigo Manglano-Ovalle, artista
- Cynthia Moss, storica naturale
- Aihwa Ong, antropologa
- Dirk Obbink, classicista e papirologo
- Norman R. Pace, biochimico
- Suzan-Lori Parks, drammaturga
- Brooks Pate, chimico fisico
- Xiao Qiang, attivista
- Geraldine Seydoux, biologa molecolare
- Bright Sheng, compositore
- David Spergel, astrofisico
- Jean Strouse, biografo
- Julie Su, avvocato per i diritti umani
- David Wilson, fondatore del museo

### 2002[29]
- Danielle Allen, classicista e politologa
- Bonnie Bassler, biologa molecolare
- Ann M. Blair, storica intellettuale
- Katherine Boo, giornalista
- Paul Ginsparg, fisico
- David B. Goldstein, specialista in risparmio energetico
- Karen Hesse, scrittrice
- Janine Jagger, epidemiologa
- Daniel Jurafsky, informatico e linguista
- Toba Khedoori, artista
- Liz Lerman, coreografa
- George E. Lewis, trombonista
- Liza Lou, artista
- Edgar Meyer, contrabbassista e compositore
- Jack Miles, scrittore e studioso della Bibbia
- Erik Mueggler, antropologo ed etnografo
- Sendhil Mullainathan, economista
- Stanley Nelson, regista di documentari
- Lee Ann Newsom, paleoetnobotanica
- Daniela L. Rus, informatica
- Charles C. Steidel, astronomo
- Brian Tucker, sismologo
- Camilo Jose Vergara, fotografo
- Paul Wennberg, chimico atmosferico
- Colson Whitehead, scrittore

### 2003[30]
- Guillermo Algaze, archeologo
- Jim Collins, ingegnere biomedico
- Lydia Davis, scrittrice e traduttrice
- Erik Demaine, informatico teorico
- Corinne Dufka, ricercatrice sui diritti umani
- Peter Gleick, analista della conservazione
- Osvaldo Golijov, compositore
- Deborah Jin, fisica
- Angela Johnson, scrittrice
- Tom Joyce, fabbro
- Sarah H. Kagan, infermiera gerontologica
- Ned Kahn, artista e progettista di mostre scientifiche
- Jim Yong Kim, medico
- Nawal M. Nour, ostetrica e ginecologa
- Loren H. Rieseberg, botanico
- Amy Rosenzweig, biochimica
- Pedro A. Sanchez, agronomo
- Lateefah Simon, attivista
- Peter Sís, illustratore
- Sarah Sze, scultrice
- Eve Troutt Powell, storica
- Anders Winroth, storico
- Daisy Youngblood, artista della ceramica
- Xiaowei Zhuang, biofisico

### 2004[31]
- Angela Belcher, scienziata e ingegnere dei materiali
- Gretchen Berland, medico e regista
- James Carpenter, artista
- Joseph DeRisi, biologo
- Katherine Gottlieb, leader dell'assistenza sanitaria
- David Green, innovatore del trasferimento tecnologico
- Aleksandar Hemon, scrittore
- Heather Hurst, illustratrice archeologica
- Edward P. Jones, scrittore
- John Kamm, attivista per i diritti umani
- Daphne Koller, informatica
- Naomi Leonard, ingegnere
- Tommie Lindsey, allenatore di dibattito scolastico
- Rueben Martinez, imprenditore e attivista
- Maria Mavroudi, storica
- Vamsi Mootha, medico e biologo computazionale
- Judy Pfaff, scultrice
- Aminah Robinson, artista
- Reginald Robinson, pianista e compositore
- Cheryl Rogowski, agricoltrice
- Amy Smith, inventrice e ingegnere meccanico
- Julie Theriot, microbiologa
- CD Wright, poeta

### 2005[32]
- Marin Alsop, musicista e direttore d'orchestra
- Ted Ames, pescatore, ambientalista, biologo marino
- Terry Belanger, conservatore di libri rari
- Edet Belzberg, regista di documentari
- Majora Carter, stratega della rivitalizzazione urbana
- Lu Chen, neuroscienziato
- Michael Cohen, farmacista
- Joseph Curtin, liutaio
- Aaron Dworkin, educatore musicale
- Teresita Fernandez, scultrice
- Claire Gmachl, ingegnere laser a cascata quantistica
- Sue Goldie, medico e ricercatore
- Steven Goodman, biologo della conservazione
- Pehr Harbury, biochimico
- Nicole King, biologa molecolare
- Jon Kleinberg, informatico
- Jonathan Lethem, romanziere e saggista
- Michael Manga, geofisico
- Todd Martinez, chimico teorico
- Julie Mehretu, pittrice
- Kevin M. Murphy, economista
- Olufunmilayo Olopade, clinico e ricercatore
- Fazal Sheikh, fotografo
- Emily Thompson, storica dell'udito
- Michael Walsh, specialista nelle emissioni dei veicoli

### 2006[33]
- David Carroll, autore naturalista e illustratore
- Regina Carter, violinista jazz
- Kenneth C. Catania, neurobiologo
- Lisa Curran, forestale tropicale
- Kevin Eggan, biologo
- Jim Fruchterman, tecnologo, CEO di Benetech
- Atul Gawande, chirurgo e autore
- Linda Griffith, bioingegnere
- Victoria Hale, CEO di OneWorld Health
- Adrian Nicole LeBlanc, giornalista e autore
- David Macaulay, autore e illustratore
- Josiah McElheny, scultore
- D. Holmes Morton, medico
- John A. Rich, medico
- Jennifer Richeson, psicologa sociale
- Sarah Ruhl, drammaturga
- George Saunders, scrittore di racconti
- Anna Schuleit, artista commemorativa
- Shahzia Sikander, pittrice
- Terence Tao, matematico
- Claire J. Tomlin, ingegnere aeronautico
- Luis von Ahn, informatico
- Edith Widder, esploratrice delle profondità marine
- Matias Zaldarriaga, cosmologo
- John Zorn, compositore e musicista

### 2007[34]
- Deborah Bial, stratega dell'istruzione
- Peter Cole, traduttore, poeta, editore
- Lisa Cooper, medico della sanità pubblica
- Ruth DeFries, geografa ambientale
- Mercedes Doretti, antropologa forense
- Stuart Dybek, scrittore di racconti
- Marc Edwards, ingegnere della qualità dell'acqua
- Michael Elowitz, biologo molecolare
- Saul Griffith, inventore
- Sven Haakanson, curatore nativo, antropologo, ambientalista
- Corey Harris, musicista blues
- Cheryl Hayashi, biologa della seta di ragno
- My Hang V. Huynh, chimico
- Claire Kremen, biologa della conservazione
- Whitfield Lovell, pittore e artista di installazioni
- Yoky Matsuoka, neurorobotico
- Lynn Nottage, drammaturgo
- Mark Roth, scienziato biomedico
- Paul Rothemund, nanotecnologo
- Jay Rubenstein, storico medievale
- Jonathan Shay, psichiatra clinico e classicista
- Joan Snyder, pittrice
- Dawn Upshaw, cantante
- Shen Wei, coreografo

### 2008[35]
- Chimamanda Ngozi Adichie, scrittrice
- Will Allen, agricoltore urbano
- Regina Benjamin, medico di famiglia rurale
- Kirsten Bomblies, genetista evolutiva delle piante
- Tara Donovan, artista
- Andrea Ghez, astrofisica
- Stephen D. Houston, antropologo
- Mary Jackson, tessitrice e scultrice
- Leila Josefowicz, violinista
- Alexei Kitaev, fisico
- Walter Kitundu, costruttore di strumenti e compositore
- Susan Mango, biologa dello sviluppo
- Diane E. Meier, geriatra
- David R. Montgomery, geomorfologo
- John Ochsendorf, ingegnere e storico dell'architettura
- Peter Pronovost, medico di terapia intensiva
- Adam Riess, astrofisico
- Alex Ross, critico musicale
- Wafaa El-Sadr, specialista in malattie infettive
- Nancy Siraisi, storica della medicina
- Marin Soljačić, fisico ottico
- Sally Temple, neuroscienziata
- Jennifer Tipton, progettista di luci sceniche
- Rachel Wilson, neurobiologa sperimentale
- Miguel Zenón, sassofonista e compositore

### 2009[36]
- Lynsey Addario, fotoreporter
- Maneesh Agrawala, tecnologo della visione artificiale
- Timothy Barrett, fabbricante di carta
- Mark Bradford, artista multimediale
- Edwidge Danticat, scrittrice
- Rackstraw Downes, pittore
- Esther Duflo, economista
- Deborah Eisenberg, scrittrice di racconti
- Lin He, biologo molecolare
- Peter Huybers, scienziato del clima
- James Longley, regista
- L. Mahadevan, matematico applicato
- Heather McHugh, poeta
- Jerry Mitchell, giornalista investigativo
- Rebecca Onie, innovatrice dei servizi sanitari
- Richard Prum, ornitologo
- John A. Rogers, fisico applicato
- Elyn Saks, avvocato specializzato in salute mentale
- Jill Seaman, medico specialista in malattie infettive
- Beth Shapiro, biologa evoluzionista
- Daniel Sigman, biogeochimico
- Mary Tinetti, medico geriatrico
- Camille Utterback, artista digitale
- Theodore Zoli, ingegnere dei ponti

### 2010[37]
- Amir Abo-Shaeer, insegnante di fisica
- Jessie Little Doe Baird, conservazione e rinascita della lingua Wampanoag
- Kelly Benoit-Bird, biologa marina
- Nicholas Benson, scultore di pietre
- Drew Berry, animatore biomedico
- Carlos D. Bustamante, genetista della popolazione
- Matthew Carter, disegnatore, progettista di font
- David Cromer, regista teatrale e attore
- John Dabiri, biofisico
- Shannon Lee Dawdy, antropologa
- Annette Gordon-Reed, storica americana
- Yiyun Li, scrittore di narrativa
- Michal Lipson, fisico ottico
- Nergis Mavalvala, astrofisica quantistica
- Jason Moran, pianista jazz e compositore
- Carol Padden, linguista del linguaggio dei segni
- Jorge Pardo, artista installatore
- Sebastian Ruth, violista, violinista e insegnante di musica
- Emmanuel Saez, economista
- David Simon, autore, sceneggiatore e produttore
- Dawn Song, specialista in sicurezza informatica
- Marla Spivak, entomologa
- Elizabeth Turk, scultrice

### 2011[38]
- Jad Abumrad, conduttore radiofonico e produttore
- Marie-Therese Connolly, avvocato per i diritti degli anziani
- Roland Fryer, economista
- Jeanne Gang, architetto
- Elodie Ghedin, parassitologa e virologa
- Markus Greiner, fisico della materia condensata
- Kevin Guskiewicz, ricercatore di medicina sportiva
- Peter Hessler, giornalista di lungo corso
- Tiya Miles, storica pubblica
- Matthew Nock, psicologo clinico
- Francisco Núñez, direttore di coro e compositore
- Sarah Otto, genetista evoluzionista
- Shwetak Patel, tecnologo dei sensori e informatico
- Dafnis Prieto, jazz percussionist and composer
- Kay Ryan, poeta
- Melanie Sanford, chimica organometallica
- William Seeley, neuropatologo
- Jacob Soll, storico europeo
- AE Stallings, poeta e traduttore
- Ubaldo Vitali, restauratore e argentiere
- Alisa Weilerstein, violoncellista
- Yukiko Yamashita, biologa dello sviluppo

### 2012[39]
- Natalia Almada, documentarista
- Uta Barth, fotografa
- Claire Chase, imprenditrice artistica e flautista
- Raj Chetty, economista
- Maria Chudnovsky, matematica
- Eric Coleman, geriatra
- Junot Díaz, scrittore
- David Finkel, giornalista
- Olivier Guyon, fisico ottico e astronomo
- Elissa Hallem, neurobiologa
- An-My Lê, fotografo
- Sarkis Mazmanian, microbiologo medico
- Dinaw Mengestu, scrittore
- Maurice Lim Miller, innovatore dei servizi sociali
- Dylan C. Penningroth, storico
- Terry Plank, geochimico
- Laura Poitras, documentarista
- Nancy Rabalais, ecologa marina
- Benoît Rolland, costruttore di archetti per strumenti a corda
- Daniel Spielman, informatico
- Melody Swartz, bioingegnere
- Chris Thile, mandolinista e compositore
- Benjamin Warf, neurochirurgo

### 2013[40]
- Kyle Abraham, coreografo e ballerino
- Donald Antrim, scrittore
- Phil Baran, chimico organico
- C. Kevin Boyce, paleobotanico
- Jeffrey Brenner, medico di medicina generale
- Colin Camerer, economista comportamentale
- Jeremy Denk, pianista e scrittore
- Angela Duckworth, psicologa della ricerca
- Craig Fennie, scienziato dei materiali
- Robin Fleming, storico medievale
- Carl Haber, conservatore audio
- Vijay Iyer, pianista jazz e compositore
- Dina Katabi, informatica
- Julie Livingston, storica della sanità pubblica e antropologa
- David Lobell, ecologo agricolo
- Tarell Alvin McCraney, drammaturgo
- Susan Murphy, statistica
- Sheila Nirenberg, neuroscienziata
- Alexei Ratmansky, coreografo
- Ana Maria Rey, fisica atomica
- Karen Russell, scrittrice di narrativa
- Sara Seager, astrofisica
- Margaret Stock, avvocato specializzato in immigrazione
- Carrie Mae Weems, fotografa e videoartista

### 2014[41]
- Danielle Bassett, fisica
- Alison Bechdel, fumettista e graphic memorialista
- Mary L. Bonauto, avvocato per i diritti civili
- Tami Bond, ingegnere ambientale
- Steve Coleman, compositore jazz e sassofonista
- Sarah Deer, giurista e avvocato
- Jennifer Eberhardt, psicologa sociale
- Craig Gentry, informatico
- Terrance Hayes, poeta
- John Henneberger, sostenitore dell'edilizia abitativa
- Mark Hersam, scienziato dei materiali
- Samuel D. Hunter, drammaturgo
- Pamela O. Long, storica della scienza e della tecnologia
- Rick Lowe, artista pubblico
- Jacob Lurie, matematico
- Khaled Mattawa, traduttore e poeta
- Joshua Oppenheimer, regista di documentari
- Ai-jen Poo, organizzatrice sindacale
- Jonathan Rapping, avvocato penalista
- Tara Zahra, storica dell'Europa moderna
- Yitang Zhang, matematico

### 2015[42]
- Patrick Awuah, imprenditore nel campo dell'istruzione
- Kartik Chandran, ingegnere ambientale
- Ta-Nehisi Coates, giornalista e memorialista
- Gary Cohen, sostenitore della salute ambientale
- Matthew Desmond, sociologo
- William Dichtel, chimico
- Michelle Dorrance, ballerina di tip tap e coreografa
- Nicole Eisenman, pittrice
- LaToya Ruby Frazier, fotografa e videoartista
- Ben Lerner, scrittore
- Mimi Lien, scenografa
- Lin-Manuel Miranda, drammaturgo, cantautore e interprete
- Dimitri Nakassis, classicista
- John Novembre, biologo computazionale
- Christopher Ré, informatico
- Marina Rustow, storica
- Juan Salgado, leader della comunità di Chicago
- Beth Stevens, neuroscienziata
- Lorenz Studer, biologo delle cellule staminali
- Alex Truesdell, progettista
- Basil Twist, burattinaio
- Ellen Bryant Voigt, poetessa
- Heidi Williams, economista
- Peidong Yang, chimico

### 2016[43]
- Ahilan Arulanantham, avvocato per i diritti umani
- Daryl Baldwin, linguista e conservatore culturale
- Anne Basting, artista teatrale ed educatrice
- Vincent Fecteau, scultore
- Branden Jacobs-Jenkins, drammaturgo
- Kellie Jones, storica dell'arte e curatrice
- Subhash Khot, informatico teorico
- Josh Kun, storico culturale
- Maggie Nelson, scrittrice
- Dianne Newman, microbiologa
- Victoria Orphan, geobiologa
- Manu Prakash, biologo fisico e inventore
- José A. Quiñonez, innovatore dei servizi finanziari
- Claudia Rankine, poetessa
- Lauren Redniss, artista e scrittrice
- Mary Reid Kelley, videoartista
- Rebecca Richards-Kortum, bioingegnere
- Joyce J. Scott, creatrice di gioielli e scultrice
- Sarah Stillman, giornalista di lungo corso
- Bill Thies, informatico
- Julia Wolfe, compositrice
- Gene Luen Yang, scrittore di graphic novel
- Jin-Quan Yu, chimico sintetico

### 2017[44]
- Njideka Akunyili Crosby, pittrice
- Sunil Amrith, storico
- Greg Asbed, stratega dei diritti umani
- Annie Baker, drammaturga
- Regina Barzilay, informatica
- Dawoud Bey, fotografo
- Emmanuel Candès, matematico e statistico
- Jason De Leon, antropologo
- Rhiannon Giddens, musicista
- Nikole Hannah-Jones, giornalista
- Cristina Jimenez Moreta, attivista
- Taylor Mac, artista performativo
- Rami Nashashibi, leader della comunità
- Viet Thanh Nguyen, scrittore
- Kate Orff, architetto paesaggista
- Trevor Paglen, artista
- Betsy Levy Paluck, psicologa
- Derek Peterson, storico
- Damon Rich, designer e urbanista
- Stefan Savage, informatico
- Yuval Sharon, direttore d'opera
- Tyshawn Sorey, compositore
- Gabriel Victora, immunologo
- Jesmyn Ward, scrittrice

### 2018[45]
- Matthew Aucoin, compositore e direttore d'orchestra
- Julie Ault, artista e curatrice
- William J. Barber II, pastore
- Clifford Brangwynne, ingegnere biofisico
- Natalie Diaz, poetessa
- Livia S. Eberlin, chimica
- Deborah Estrin, informatica
- Amy Finkelstein, economista della salute
- Gregg Gonsalves, sostenitore della salute globale
- Vijay Gupta, musicista
- Becca Heller, avvocato
- Raj Jayadev, organizzatore della comunità
- Titus Kaphar, pittore
- John Keene, scrittore
- Kelly Link, scrittore
- Dominique Morisseau, drammaturgo
- Okwui Okpokwasili, coreografo
- Kristina Olson, psicologa
- Lisa Parks, studiosa dei media
- Rebecca Sandefur, giurista
- Allan Sly, matematico
- Sarah T. Stewart-Mukhopadhyay, geologa
- Wu Tsang, regista e artista performativo
- Doris Tsao, neuroscienziata
- Ken Ward Jr., giornalista investigativo

### 2019[46]
- Elizabeth S. Anderson, filosofa
- Sujatha Baliga, avvocato
- Lynda Barry, fumettista
- Mel Chin, artista
- Danielle Citron, giurista
- Lisa Daugaard, riformatrice della giustizia penale
- Annie Dorsen, artista teatrale
- Andrea Dutton, paleoclimatologa
- Jeffrey Gibson, artista
- Mary Halvorson, chitarrista
- Saidiya Hartman, studiosa di letteratura
- Walter Hood, artista pubblico
- Stacy Jupiter, scienziata marina
- Zachary Lippman, biologo vegetale
- Valeria Luiselli, scrittrice
- Kelly Lytle Hernández, storico
- Sarah Michelson, coreografa
- Jeffrey Alan Miller, studioso di letteratura
- Jerry X. Mitrovica, geofisico teorico
- Emmanuel Pratt, urbanista
- Cameron Rowland, artista
- Vanessa Ruta, neuroscienziata
- Joshua Tenenbaum, scienziato cognitivo
- Jenny Tung, antropologa evoluzionista
- Ocean Vuong, scrittore
- Emily Wilson, classicista e traduttrice

### 2020[47]
- Isaiah Andrews, econometrico
- Tressie McMillan Cottom, sociologa, scrittrice e studiosa pubblica
- Paul Dauenhauer, ingegnere chimico
- Nels Elde, genetista evoluzionista
- Damien Fair, neuroscienziato cognitivo
- Larissa FastHorse, drammaturga
- Catherine Coleman Flowers, sostenitrice della salute ambientale
- Mary L. Gray, antropologa e studiosa dei media
- N. K. Jemisin, scrittore di fantascienza
- Ralph Lemon, artista
- Polina V. Lishko, biologa cellulare e dello sviluppo
- Thomas Wilson Mitchell, studioso di diritto immobiliare
- Natalia Molina, storica americana
- Fred Moten, teorico culturale e poeta
- Cristina Rivera Garza, scrittrice di narrativa
- Cécile McLorin Salvant, cantante e compositrice
- Monika Schleier-Smith, fisica sperimentale
- Mohammad R. Seyedsayamdost, chimico biologico
- Forrest Stuart, sociologo
- Nanfu Wang, regista di documentari
- Jacqueline Woodson, scrittrice

### 2021[48]
- Hanif Abdurraqib, critico musicale, saggista e poeta
- Daniel Alarcón, scrittore e produttore radiofonico
- Marcella Alsan, medico-economista
- Trevor Bedford, virologo computazionale
- Reginald Dwayne Betts, poeta e avvocato
- Jordan Casteel, pittore
- Don Mee Choi, poeta e traduttore
- Ibrahim Cissé, biofisico cellulare
- Nicole Fleetwood, storica dell'arte e curatrice
- Cristina Ibarra, documentarista
- Ibram X. Kendi, storico e critico culturale americano
- Daniel Lind-Ramos, scultore e pittore
- Monica Muñoz Martinez, storica pubblica
- Desmond Meade, attivista per i diritti civili
- Joshua Miele, progettista di tecnologia adattiva
- Michelle Monje, neurologa e neuro-oncologa
- Safiya Noble, studiosa dei media digitali
- J. Taylor Perron, geomorfologo
- Alex Rivera, regista e artista multimediale
- Lisa Schulte Moore, ecologa del paesaggio
- Jesse Shapiro, microeconomista applicato
- Jacqueline Stewart, studiosa e curatrice di studi cinematografici
- Keeanga-Yamahtta Taylor, storico
- Victor J. Torres, microbiologo
- Jawole Willa Jo Zollar, coreografa e imprenditrice della danza

### 2022[49]
- Jennifer Carlson, sociologa
- Paul Chan, artista
- Yejin Choi, informatico
- P. Gabrielle Foreman, storica e accademica
- Danna Freedman, chimica e accademica
- Martha Gonzalez, musicista e accademica
- Sky Hopinka, artista e regista
- June Huh, matematica
- Moriba Jah, astrodinamica
- Jenna Jambeck, ingegnere ambientale
- Monica Kim, storica e accademica
- Robin Wall Kimmerer, botanico e scrittore
- Priti Krishtel, avvocato
- Joseph Drew Lanham, ornitologo
- Kiese Laymon, scrittore
- Reuben Jonathan Miller, sociologo e assistente sociale
- Ikue Mori, musicista e compositore
- Steven Prohira, fisico
- Tomeka Reid, violoncellista e compositrice
- Loretta J. Ross, sostenitrice dei diritti umani
- Steven Ruggles, demografo storico
- Tavares Strachan, artista interdisciplinare
- Emily Wang, medico e ricercatrice
- Amanda Williams, artista e architetto
- Melanie Matchett Wood, matematica

### 2023[50]
- E. Tendayi Achiume, giurista
- Andrea Armstrong, studiosa di diritto carcerario
- Rina Foygel Barber, statistica
- Ian Bassin, avvocato e sostenitore della democrazia
- Courtney Bryan, compositore e pianista
- Jason D. Buenrostro, biologo cellulare e molecolare
- María Magdalena Campos-Pons, artista multidisciplinare
- Raven Chacon, compositore e artista
- Diana Greene Foster, demografa e ricercatrice sulla salute riproduttiva
- Lucy Hutyra, ecologa ambientale
- Carolyn Lazard, artista
- Ada Limón, poetessa
- Lester Mackey, informatico e statistico
- Patrick Makuakane, insegnante di danza e ambientalista culturale
- Linsey Marr, ingegnere ambientale
- Manuel Muñoz, autore
- Imani Perry, studiosa e scrittrice interdisciplinare
- Dyani White Hawk, artista multidisciplinare
- A. Park Williams, idroclimatologo
- Amber Wutich, antropologa

### 2024[51]
- Loka Ashwood, sociologo
- Ruha Benjamin, studiosa e scrittrice transdisciplinare
- Justin Vivian Bond, artista e performer
- Jericho Brown, poeta
- Tony Cokes, artista multimediale
- Nicola Dell, informatico e scienziato informatico
- Johnny Gandelsman, violinista e produttore
- Sterling Harjo, regista
- Juan Felipe Herrera, poeta, educatore e scrittore
- Ling Ma, scrittore
- Jennifer L. Morgan, storica
- Martha M. Muñoz, biologa evoluzionista
- Shailaja Paik, storica
- Joseph Parker, biologo evoluzionista
- Ebony G. Patterson, artista multimediale
- Shamel Pitts, ballerino e coreografo
- Wendy Red Star, artista visiva
- Jason Reynolds, scrittore per bambini e giovani adulti
- Dorothy Roberts, giurista e ricercatrice di politiche pubbliche
- Keivan G. Stassun, educatore scientifico e astronomo
- Benjamin Van Mooy, oceanografo
- Alice Wong, scrittrice, editore, attivista per la giustizia dei disabili